# Бібліотека № 2 для дорослих (Тернопіль)
Бібліотека № 2 для дорослих — структурний підрозділ Тернопільської міської централізованої бібліотечної системи.

## Історія
Бібліотека заснована у 1959 році.

## Відомості

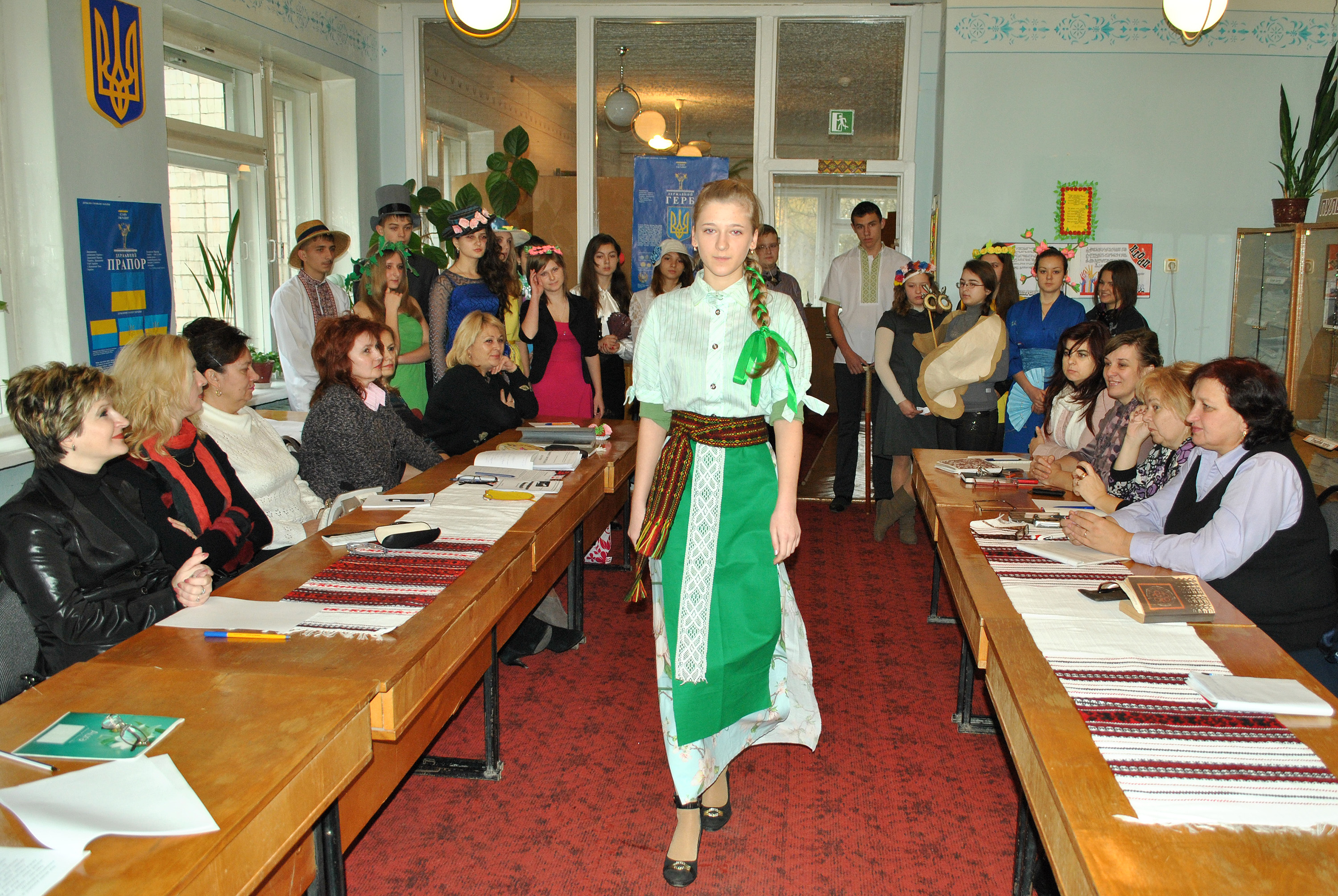
Парад літературних героїв

Фонд бібліотеки становить 34 тис. примірників документів.
Бібліотека передплачує 15 назв газет, 18 назв журналів.
Каталоги та бібліографічні картотеки: абетковий та систематичний, систематична картотека статей.
Профілює роботу в напрямку патріотичного виховання молоді.
Бібліотека працює з понеділка по п'ятницю з 10:00 до 18:00; вихідний — субота.
У бібліотеці постійно проводяться різноманітні перформенси, тематичні читання, літературні вечори і книготерапії, зокрема, ветеранам АТО, зокрема для військових.

## Колектив бібліотеки
Завідувачі
- Надія Качуровська — 1994—2013,
- Валентина Шрамко — від 2013.
- Ольга Коненко - від 2021.